# M15/42
M15/42 je jedan od talijanski tenkova napravljenih za vrijeme drugog svjetskog rata. 

## Povijest
Petnaest tona težak tenk izgrađen je u siječnju 1943. godine. Izgrađeno je 90 tenkova prije talijanske kapitulacije. Kasnije su ti tenkovi služili u ratu protiv Njemačke. Nijemci su također imali 28 tenkova M15/42. Ukupno je proizvedeno 128 ovakvih tenkova.

## Dizajn
Glavno oružje tenka M15/42 bio je top 47 mm s dužinom cijevi od 40 kalibara. Tenk je u sebi nosio 111 granatu. Kao dodatno naoružanje M15/42 rabi četiri suspregnute strojnice kalibra 8 mm. Na krovu se nalazi slična strojnica namijenjena protuzračnoj obrani. Top je pokretan električni i ima ekvidistancu u visinu više od 20 stupnjeva.
Oklop tenka M15/42 se sastoji od zavarenih čeličnih ploča debljine od 14 do 45 mm.
Tenk pokreće benzinski motor snage 192 KS. Maksimalna brzina je 40 km/h, a domet 200 km.

## Bivši korisnici
- Italija
- Jugoslavenska armija
- Treći Reich

## Vanjske poveznice
- M15/42 Medium Tanks
- Carro M.15/42
- M15/42  Arhivirana inačica izvorne stranice od 28. srpnja 2012. (Wayback Machine)